# Isabelle Weidemann
Pour les articles homonymes, voir Weidemann.

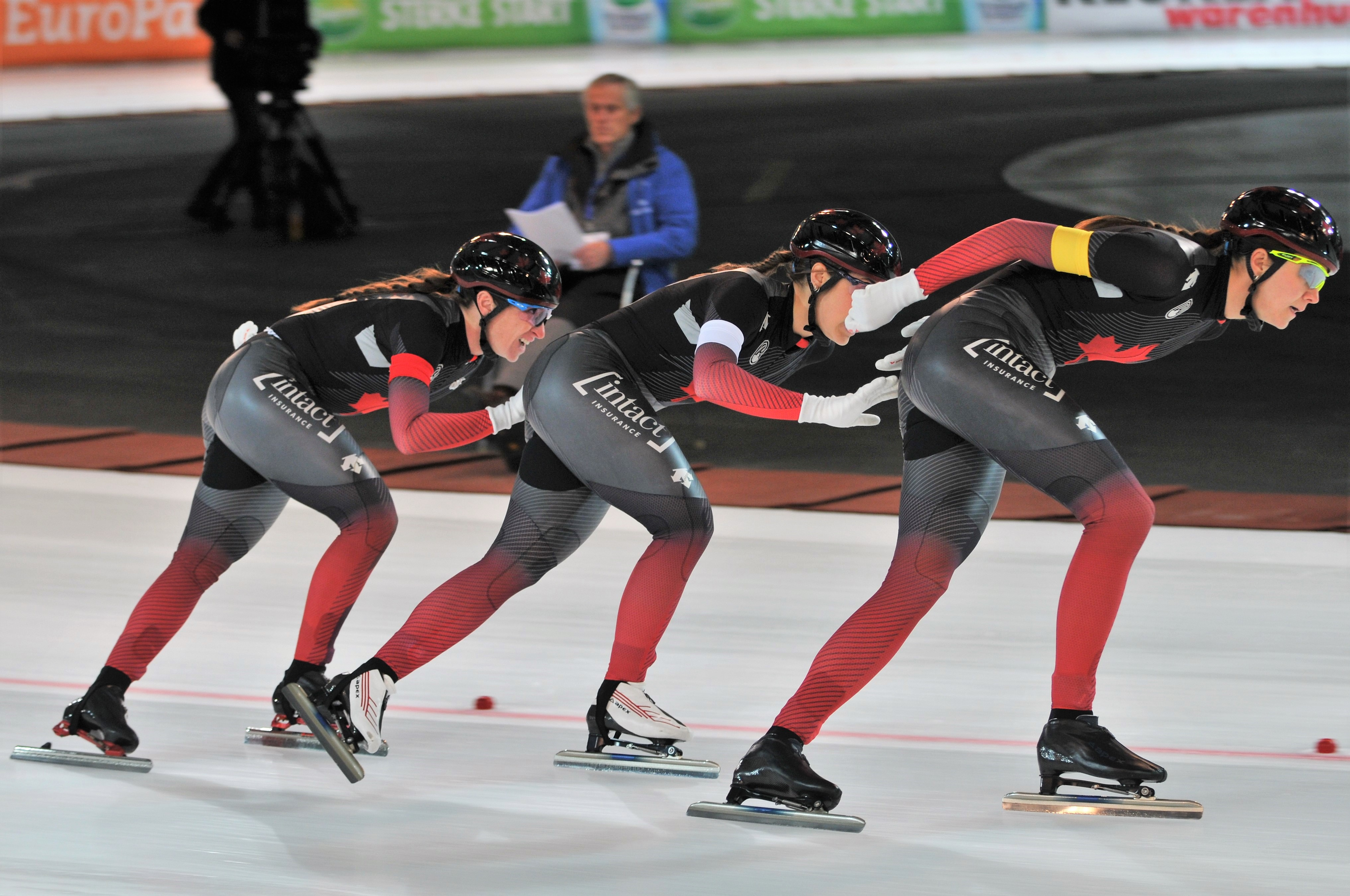
Isabelle Weidemann (jaune) devant Ivanie Blondin (rouge), Valérie Maltais (blanc) lors de la Coupe du monde à Stavanger, novembre 2022.

Isabelle Weidemann est une patineuse de vitesse canadienne, née le 18 juillet 1995 à Ottawa.

## Biographie
Lors des Jeux olympiques d'hiver de 2022, elle remporte la médaille de bronze du 3 000 m, la médaille d'argent du 5 000 m et la médaille d'or de poursuite par équipes. Elle est alors choisie comme porte-drapeau pour la cérémonie de clôture.

## Palmarès

### Jeux olympiques d'hiver
| Épreuve / Édition   | 500 mètres | 1 000 mètres | 1 500 mètres | 3 000 mètres                        | 5 000 mètres                       | Mass start | Poursuite par équipes          |
| JO 2018 Pyeongchang | —          | —            | —            | 7e                                  | 6e                                 | —          | —                              |
| JO 2022 Pékin       | —          | —            | —            | Médaille de bronze, Jeux olympiques | Médaille d'argent, Jeux olympiques | —          | Médaille d'or, Jeux olympiques |

Légende :
- : première place, médaille d'or
- : deuxième place, médaille d'argent
- : troisième place, médaille de bronze
- : pas d'épreuve
- — : Non disputée par le patineur
- DSQ : disqualifiée